# Veřovice (stacja kolejowa)
Veřovice – stacja kolejowa w Veřovicach, w kraju morawsko-śląskim, w Czechach. Znajduje się na wysokości 450 m n.p.m. i leży na linii kolejowej nr 323 oraz 325.